# 四ツ車大八 (1772年生)
四ツ車 大八（よつぐるま だいはち、1772年〈明和9年〉 - 1809年〈文化6年〉4月3日）は、江戸時代の力士である。『め組の喧嘩』の中心人物として知られる。

## 人物
出羽国五十目村下タ町（現在の秋田県五城目町下タ町）の生まれ。本名は永蔵。母親が造り酒屋の渡辺彦兵衛商店で働いており、永蔵も母親に連れられて店に出入りし、帳場で読み書きそろばんを教わることもあった。
旅人宿をしていた荒川家の娘婿になると、頑健な体格が巡業中の力士の目にとまり、勧められて江戸に出て柏戸宗五郎に弟子入りした。四股名を2代目四ツ車大八とし、最高位は前頭3枚目まで上り詰めた。また大八は、講談や芝居『神明恵和合取組』などの題材にもなった「め組の喧嘩」で大立ち回りを演じ、その中心的人物の一人としても名を馳せた。
奥羽地方巡業中に客死した。死因は病死とも、けんかの際に鳶口で殴られた傷が悪化したためともされる。東京都江東区北砂町の因速寺に墓所がある。
『四ツ車』の四股名は伊勢ノ海部屋にて由緒ある名前として受け継がれ、2008年には四ツ車大八 (1980年生)が西十両8枚目に昇進した。